# Pagaran (plaats)
Pagaran is een bestuurslaag in het regentschap Tapanuli Utara van de provincie Noord-Sumatra, Indonesië. Pagaran telt 423 inwoners (volkstelling 2010).